# قنطريون أنطاكي
القنطريون الأنطاكي واسمه العلمي (باللاتينية: Centaurea antiochia) نوع نباتي ينتمي إلى جنس القنطريون من الفصيلة النجمية.

## الموئل والانتشار
موطنه لواء اسكندرون في بلاد الشام.

## مرادفات للاسم العلمي
- (باللاتينية: Centaurea praealta Boiss. & Balansa)